# パッコロリン
『パッコロリン』は、NHK Eテレ（以下、Eテレ）で2011年（平成23年）3月28日から2025年（令和7年）3月29日まで放送されていた子供向け教養番組。2013年度より文字多重放送を実施している。

## 概要
『おかあさんといっしょ』放送終了後のジャンクション映像として放送される、「ころころ島」に住むパックン、リン、コロンの仲良し3きょうだいが活躍する1分間のショートアニメである。
3きょうだいは『いないいないばあっ!』『おかあさんといっしょ』『みいつけた!』の3番組に連動した新しいキャラクターとして制定された。2011年度の番組編成の変更とともに登場し、放送時間が隣接された3番組の共通オープニングと番組間のショートアニメに3人一緒に出演、各番組には3きょうだいがそれぞれ出演した。
こども幼児部専任部長の中澤俊哉は、こども番組による教育番組の長い歴史の中で番組の枠が広がり、どう視聴すればいいのか分からないという声があったため、共通のキャラクターで連結し、一つのゾーン扱いによって視聴することを狙って、キャラクターの開発、番組の編成を行ったという。
2014年度の番組編成の変更により、共通オープニングは廃止され、番組間のショートアニメのみの放送となった。
2016年度以降はアニメの内容は鈴の音（チリリリンという音）の後にパックンやリンから「おともだちも…」というセリフの入ったアニメも入り、視聴者参加型のアニメに変わっている。
イベントショーや『ワンワンパッコロ!キャラともワールド』等では着ぐるみで登場する。
この番組は終了時に「おわり 制作：著作 NHK」が表示されていない。
2025年3月29日午前8時9分からの放送をもって番組が終了し、14年間の歴史に幕を下ろした。翌週以降、空いた枠は番宣スポットに充てられている（番組表上では『おかあさんといっしょ』が1分拡大・延長されているが、実際の本編の枠変動はない）。
最終回では「ぎゅぎゅぎゅ〜」（2020年6月15日放送分）が放送され、「（テレビの前の視聴者と）おともだちとぎゅ～」とハグをして幕を下ろした。
尚、当番組に代わる新たな1分間の番組を復活させる事を数々の多くの視聴者やファン等の声を届いている。

## 放送時間の変遷
| 期間       | 期間       | 放送時間（JST） | 放送時間（JST） | 放送時間（JST） |
| 期間       | 期間       | 本放送          | 再放送          | 再放送          |
| 期間       | 期間       | 月曜 - 土曜     | 平日            | 土曜            |
| ---------- | ---------- | --------------- | --------------- | --------------- |
| 2011.03.28 | 2011.10.01 | 08:24 - 08:25   | 16:59 - 17:00   | 17:24 - 17:25   |
| 2011.10.03 | 2012.03.31 | 08:24 - 08:25   | 16:59 - 17:00   | 17:24 - 17:25   |
| 2012.04.02 | 2012.09.29 | 08:24 - 08:25   | 16:59 - 17:00   | 17:24 - 17:25   |
| 2012.10.01 | 2013.03.30 | 08:24 - 08:25   | 16:59 - 17:00   | 17:24 - 17:25   |
| 2013.04.01 | 2013.09.28 | 08:24 - 08:25   | 16:59 - 17:00   | 17:24 - 17:25   |
| 2013.09.30 | 2014.03.29 | 08:24 - 08:25   | 16:59 - 17:00   | 17:24 - 17:25   |
| 2014.03.31 | 2014.09.27 | 08:24 - 08:25   | 16:59 - 17:00   | 17:24 - 17:25   |
| 2014.09.29 | 2015.03.28 | 08:24 - 08:25   | 16:59 - 17:00   | 17:24 - 17:25   |
| 2015.03.30 | 2015.09.26 | 08:24 - 08:25   | 16:54 - 16:55   | 17:24 - 17:25   |
| 2015.09.28 | 2016.04.02 | 08:24 - 08:25   | 16:54 - 16:55   | 17:24 - 17:25   |
| 2016.04.04 | 2016.10.01 | 08:24 - 08:25   | 16:54 - 16:55   | 17:24 - 17:25   |
| 2016.10.03 | 2017.04.01 | 08:24 - 08:25   | 16:54 - 16:55   | 17:24 - 17:25   |
| 2017.04.03 | 2017.09.30 | 08:24 - 08:25   | 16:44 - 16:45   | 17:24 - 17:25   |
| 2017.10.02 | 2018.03.31 | 08:24 - 08:25   | 16:44 - 16:45   | 17:24 - 17:25   |
| 2018.04.02 | 2018.09.29 | 08:24 - 08:25   | 16:44 - 16:45   | 17:24 - 17:25   |
| 2018.10.01 | 2019.03.30 | 08:24 - 08:25   | （放送なし）    | 17:24 - 17:25   |
| 2019.04.01 | 2019.09.28 | 08:24 - 08:25   | （放送なし）    | 17:24 - 17:25   |
| 2019.09.30 | 2020.03.28 | 08:24 - 08:25   | （放送なし）    | 17:24 - 17:25   |
| 2020.03.30 | 2020.09.26 | 08:24 - 08:25   | （放送なし）    | 17:24 - 17:25   |
| 2020.09.28 | 2021.03.27 | 08:24 - 08:25   | （放送なし）    | 17:24 - 17:25   |
| 2021.03.29 | 2021.10.02 | 08:09 - 08:10   | （放送なし）    | 17:24 - 17:25   |
| 2021.10.04 | 2022.04.02 | 08:09 - 08:10   | （放送なし）    | 17:24 - 17:25   |
| 2022.04.04 | 2022.10.01 | 08:09 - 08:10   | （放送なし）    | （放送なし）    |
| 2022.10.03 | 2023.04.01 | 08:09 - 08:10   | （放送なし）    | （放送なし）    |
| 2023.04.03 | 2023.09.30 | 08:09 - 08:10   | （放送なし）    | （放送なし）    |
| 2023.10.02 | 2024.03.30 | 08:09 - 08:10   | （放送なし）    | （放送なし）    |
| 2024.04.01 | 2024.09.28 | 08:09 - 08:10   | （放送なし）    | （放送なし）    |
| 2024.09.30 | 2025.03.29 | 08:09 - 08:10   | （放送なし）    | （放送なし）    |

## キャラクター
3きょうだいは上記3番組の「こういう年齢に見てほしいというアイコン」であり、各番組の対象年齢とキャラクターの年齢が対応している。お互いのことは呼び捨てにしている。

### キャスト
パックン
声 - 折笠愛
四角い顔が特徴の5歳の長男。おっとりしているがしっかり者で、最後の語尾に「〜なのだぁ」を付けるのが口癖。ポテトサラダやグラタンなどのマヨネーズといったクリーム系の食べ物が好物。好きなおにぎりの具は鮭。特技はなわとび。忍者ごっこが好き。四角いものを集めて宝物にしている。コロンとは正反対に虫が苦手。『みいつけた!』では図形や数のコーナーを担当していた。一人称は「ボク」。テレビの字幕の色は黄色。
リン
声 - 水沢史絵
三角の顔が特徴のとても明るい3歳の長女。3人の中で一番元気な仕切り屋。頼りになる反面、結局は杞憂に終わるものの被害妄想を抱いたり、多少強引なところもあるが、お姫様に憧れるなどのロマンチストな面もある。からあげやトンカツなどの肉料理が好物。好きなおにぎりの具はたらこ。将来の夢は大きな会社の社長になる事。『おかあさんといっしょ』では2015年度までしつけや曜日別の日替わりコーナーに出演、その際にはお兄さんやお姉さんからは「リンちゃん」と呼ばれていた。一人称は「あたし」または「わたし」だが、たまに「リン」という事もある。テレビの字幕の色は水色。
コロン
声 - かないみか
丸い顔が特徴の1歳の次男。幼いが、自己主張は強い。納豆やひじきの煮物などのシブい食べ物が好物。好きなおにぎりの具は梅干し。ダンゴムシやアリなどの虫とはすぐ友達になれる。他番組には『いないいないばあっ!』を中心に出演したことがあった。一人称は「コロン」。テレビの字幕の色は白色。

## 音楽
『パッコロリンオープニングBGM』
作曲 - 鈴木健太
『パッコロリンエンディングBGM』
作曲 - 鈴木健太
『パッコロリンマーチ』
作詞 - 長江優子、きらけいぞう、作曲 - 鈴木健太
『ハイ！ハイ！ハッピー!』
作詞 - 福田裕子、きらけいぞう、作曲 - 牧野奏海
『めをとじたら』
作詞 - 五味太郎、作曲 - 渋谷毅

## スタッフ
- 脚本 - 岸間信明、長江優子、福田裕子
- キャラクターデザイン・総作画監督 - きむらゆういち
- 音楽 - 青空（牧野奏海、鈴木健太、小池忍）
- 音楽制作 - 日本コロムビア
- アニメーション制作 - スリー・ディ
- 制作 - NHKエデュケーショナル

## 出版物
DVD
- パッコロリン（COBC-6296[17]、日本コロムビア、2012年5月23日発売）
- パッコロリン 〜ピクニック〜[18]（COBC-6478、日本コロムビア、2013年7月24日発売）
- パッコロリン 〜ちちんぷいぷい〜[19]（COBC-6582、日本コロムビア、2014年7月23日発売）
- パッコロリン 〜おたんじょうび〜[20]（COBC-6779、日本コロムビア、2015年5月27日発売）

ムック
- パッコロリン かたちであそぼう[21]（ISBN 978-4097264491、小学館、2011年8月4日発売）
- パッコロリン おはなしえほん[22]（ISBN 978-4091163264、小学館、2012年10月17日発売）
- パッコロリン おはなしいっぱい[23]（ISBN 978-4091163561、小学館、2013年7月11日発売）
- パッコロリン はじめてのシールえほん[24]（ISBN 978-4063890228、講談社、2013年8月2日発売）

単行本
- NHKパッコロリン かたちのしかけえほん パックンのしかくでへんしん[25]（ISBN 978-4140361153、NHK出版、2013年7月13日発売）
- NHKパッコロリン かたちのしかけえほん リンのさんかくでへんしん[26]（ISBN 978-4140361146、NHK出版、2013年7月13日発売）
- NHKパッコロリン かたちのしかけえほん コロンのまるでへんしん[27]（ISBN 978-4140361139、NHK出版、2013年7月13日発売）